# 今出川季持
今出川 季持（いまでがわ すえもち）は、安土桃山時代の公卿。今出川家13代。
主に後陽成天皇（第106代）の代に仕えたが、早世したため、極官が太政大臣の清華家でありながら従二位権中納言止まりだった。父は右大臣今出川晴季。子に今出川経季がいる。

## 経歴
天正4年（1576年）叙爵。以降、侍従・左近衛中将などを経て、天正13年（1585年）従三位に達し公卿となる。天正17年（1589年）、権中納言に昇任。天正19年（1591年）、従二位に叙される。
姉の一の台が正妻だったこともあり関白・豊臣秀次と親しくしたが、文禄4年（1595年）の秀次事件では父の晴季が連座して流刑に処された一方で季持に対する処分は特段なかった。
文禄5年（1596年）、同年に赦されて帰京した父に先立って薨去した。享年22。家督は当時3歳ばかりだった嫡男・経季が継いだ。

## 系譜
- 父：今出川晴季
- 母：不詳
- 妻：中山親綱の娘（1577年生、洗礼名ジュスタ。季持没後有馬晴信の継室となる）
  - 男子：今出川経季（1594年 - 1652年）